# Lijst van spelers van Avenir Beggen
Deze lijst omvat voetballers die bij de Luxemburgse voetbalclub Avenir Beggen spelen of gespeeld hebben. De namen van de spelers zijn alfabetisch gerangschikt. De lijst is voor het laatst bijgewerkt in april 2012.

## A
- Florim Alijaj
- Alain Almeida
- Patrick Almeida
- Tiago Almeida Ferreira
- Asim Alomerovic
- Asmir Alomerovic
- Bülent Ayyildiz

## B
- Carlo Bamberg
- Søren Barslund
- Daniele Bei
- Patrick Bei
- Azouz Benlaouira
- Olivier Berscheid
- Luc Biver
- Nicolas Bremer

## C
- Christophe Calvaruso
- Aldo Catani
- Marc Chaussy
- Philippe Chrismousse
- Zarko Cimbaljević
- Jeannot Conrad
- Lou Consbruck
- Miguel da Costa

## D
- Lionel Da Silva
- Amer Dautbasic
- Sacha De Borger
- Antonio De Grasantis
- Etienne Delangre
- Pascal Denigro
- Frank Deville
- Abdu Diagné
- Gilbert Dresch
- Mato Duric

## E
- Georges Eiden
- Marvin Eisenmenger

## F
- Patrick Fernandes-Minas
- Ralph Ferron
- Alain Fichant
- Jean Fonck

## G
- Nico Gilbertz
- Jean-Paul Girres
- Frank Goergen
- Ferreira Gomes
- José Gomes
- Patrick Gomes
- Karim Groune
- Cedric Guillermic

## H
- Jean Hansen
- Kevin Hartert
- Serge Hauben
- John Heiles
- Johny Hilbert
- Jeannot Hoffmann
- Luc Holtz

## J
- Martin Jank
- Rolf Jentgen
- Serge Jentgen
- Torben Jörgensen

## K
- Lionel Klein
- Paul Koch
- René Kollwelter
- Nico Konsbrück
- Markus Krahen
- Jeannot Krecké
- Roland Krecké
- Armin Krings
- Danny Krings

## L
- Frédéric Lariccia
- Mourad Lazaar
- Claude Libar
- Carlos Lopes
- Daniel Lopes
- Gabriel Lopes
- Claudio da Luz

## M
- Abdeljahil Maazouz
- Théo Malget
- Gilles Martins
- Marcio Matias
- Elvis Melo
- Pascal Melone
- Bobby Mendes
- André Mergen
- Nico Mertes
- Hubert Meunier
- Franco Milillo
- Jeannot Moes
- Laurent Moes
- Gregory Molitor
- Jang Mond
- Geoffrey Monivas
- Sandro Monteiro
- Jaba Moreira
- Esmir Muratovic

## N
- Omar Nekka
- Kevin Nimsgern
- José Nora Favita
- Mario Novak
- Randy Nzita

## O
- Spencer Olavo
- Miguel Oliveira
- Claude Osweiler

## P
- Dario Pecirep
- Roby Peters
- Paul Philipp
- Yves Picard
- Paulo de Pina
- Jérôme Poirot
- Patrick Posing

## R
- Ahmed Rani
- Reisinho
- Andy Rippinger
- Jean-Jacques Robert
- Laurent Rochette
- Christian Rodrugues

## S
- Anibal Santos
- Fernand Schaber
- Christian Schmidt
- Alain Schmit
- Josy Schmitz
- Théo Scholten
- Fred Schreiner
- Romain Schreiner
- Luc Schroeder
- Jamath Shoffner
- André Silva
- Igor Stojadinovic
- Haralampos Stratigelis

## T
- Frédéric Tavares
- João Tavares
- Dany Theis
- Aly Thill
- Patrick Thiry
- Basile Toyisson
- Vehad Tubic

## V
- Mauro Vagli
- Jean Vanek
- Hector Varela
- Aderito Vaz dos Reis
- Gabriel Vieira

## W
- Nico Wagner
- Bert Wallendorf
- Carlo Weis
- Philippe Wesquet
- Alex Wilhelm
- Thomas Wolf

## Z
- Aldo Zampa
- Mikhail Zaritskiy
- Ben Zeches
- Gilbert Zender
- Cédric Ziebel